# Лоуренс Аті-Зіджі
Лоуренс Аті-Зіджі (англ. Lawrence Ati-Zigi, нар. 25 січня 1996, Аккра) — ганський футболіст, воротар швейцарського «Санкт-Галлена» та національної збірної Гани.

## Клубна кар'єра
Народився 25 січня 1996 року в Аккрі. Вихованець футбольної школи клубу «Ред Булл Гана».
2014 року був запрошений приєднатися до австрійської команди «Ліферінг», складової футбольного конгломерату «Ред Булл». Провів у цій друголіговій команді три сезони, взявши участь у 33 матчах чемпіонату. 
З 2015 року також потрапляв до заявки головної команди «Ред Булл» (Зальцбург), в офіційних іграх за яку, утім, так і не дебютував.
Влітку 2017 року уклав контракт із французьким «Сошо», у складі якого провів наступні три роки як резервний голкіпер команди. 
2020 року приєднався до швейцарського «Санкт-Галлена», де нарешті став стабільним основним воротарем.

## Виступи за збірні
2015 року залучався до складу молодіжної збірної Гани. На молодіжному рівні зіграв у 4 офіційних матчах, пропустив 6 голів.
2017 року дебютував в офіційних матчах у складі національної збірної Гани.
У складі збірної був учасником Кубка африканських націй 2019 року в Єгипті та Кубка африканських націй 2021 року в Камеруні. На обох турнірах був запасним воротарем національної команди.
2022 року увійшов до заявки ганців на тогорічний чемпіонат світу в Катарі.
| Дата       | Місто        | Господарі         | Результат | Гості       | Турнір                                  | Голи | Примітки |
| ---------- | ------------ | ----------------- | --------- | ----------- | --------------------------------------- | ---- | -------- |
| 10-10-2017 | Джидда       | Саудівська Аравія | 0 – 3     | Гана        | товариський матч                        | -    |          |
| 7-6-2018   | Рейк'явік    | Ісландія          | 2 – 2     | Гана        | товариський матч                        | -2   |          |
| 26-3-2019  | Аккра        | Гана              | 3 – 1     | Мавританія  | Відбір до Кубка африканських націй 2019 | -1   | 18'      |
| 9-6-2019   | Аккра        | Гана              | 0 – 1     | Намібія     | товариський матч                        | -1   | 46'      |
| 9-10-2020  | Анталія      | Малі              | 3 – 0     | Гана        | товариський матч                        | -3   |          |
| 12-6-2021  | Кейп-Кост    | Гана              | 0 – 0     | Кот-д'Івуар | товариський матч                        | -    |          |
| 6-9-2021   | Йоганнесбург | ПАР               | 1 – 0     | Гана        | Відбір до ЧС 2022                       | -1   | 78'      |
| 5-1-2022   | Ер-Райян     | Алжир             | 3 – 0     | Гана        | товариський матч                        | -2   | 67'      |
| 5-6-2022   | Луанда       | ЦАР               | 1 – 1     | Гана        | Відбір до Кубка африканських націй 2023 | -1   |          |
| 10-6-2022  | Кобе         | Японія            | 4 – 1     | Гана        | Кубок Kirin                             | -4   |          |
| 17-11-2022 | Абу-Дабі     | Гана              | 2 – 0     | Швейцарія   | товариський матч                        | -    |          |
| Усього     |              | Матчів            | 11        |             | Голів                                   | -15  |          |

## Титули і досягнення
- Чемпіон Австрії (1):

«Ред Булл»: 2016-2017